# 경기송서-송서율창
경기송서-송서율창(京機誦書-誦書律唱)은 대한민국 안성시 지역을 비롯한 경기도 지방에서 전해오는 문헌 암송 방법이다. 2011년 12월 6일 경기도의 무형문화재 제54호로 지정되었다.

## 개요
송서는 말 그대로 책을 읽는 소리를 말한다. 본래 한학(漢學)을 공부하는 글방에서는 책읽는 소리, 즉 독서성(讀書聲)이 사용되었다. 독서성은 어떤 종류의 책을 읽는가에 따라 음영에 가깝기도 하고 선율적인 가창에 가깝기도 하다. 이 가운데 음악적 선율이 두드러진 몇 가지가 전문 소리꾼에게 불리기도 한다.
전문가들이 연행하는 시창이나 송서는 극히 제한된 글을 노래하는 것으로 한정되어 있다. 현행 전통음악에서 시창으로 불리는 노래는 '관산융마'가 대표적이며, 송서의 경우는 서도명창 김정연이 남긴 '적벽부'와 '추풍감별곡', 묵계월이 전승한 '삼설기'가 있다. 이외에 김덕순이 불렀던 '경포대시'와 '십재경영' 등의 율창 자료가 남아있기도 하다. 이들 시창은 한시의 낭송에서 유래된 것이며, 송서는 한문독서성에 바탕을 두고 전문예능인들이 음악적으로 세련되게 다듬어 만든 악곡이다.
한편 일반인들이 서당 교육을 통해 전승한 송서는 또 다른 계열로 전승되고 있다. 송서·율창은 과거 선비들이 뜻 문자인 한자 공부를 위하여 가락을 넣어 읊조렸던 것에서 유래하였다. 일반인들의 송서·율창은 한시나 명문장에 음률을 넣어 노래조로 읊조리는 것인데, 서당에서 글을 읽을 때 운율에 맞추어 부르던 것을 말한다. 오언(五言)이나 칠언율시(七言律詩)를 낭송하는 경우에는 이를 따로 시창이라고 부르기도 한다. 송서는 계면조의 애조 띤 맛을 주는 간단한 율조(律調)를 넣어서 서도식으로 읽는 소리조에 가까우며, 율창은 음의 높고 낮음과 길이를 나타내는 평상거입(平上去入)을 달아 누구나 동일한 음을 낼 수 있다.
경기도의 문화재로 지정된 송서·율창은 전문가의 소리와 일반인의 송서를 모두 포함한 경우로 볼 수 있다. 보유자 한병옥이 2019.8.3. 작고하여 전수교육조교 이석기가 공연 및 전승활동에 힘쓰고 있다.

## 보유자
| 구분         | 성명 (생년월일)    | 성별 | 기예능 | 주소 | 인정·해제일자                 | 비고          |
| ------------ | ------------------ | ---- | ------ | ---- | ----------------------------- | ------------- |
| 보유자       | 한병옥 (1933.6.18) | 남   |        |      | 2011.12.6 인정, 2019.9.9 해제 | 2019.8.3 사망 |
| 전수교육조교 | 이석기             |      |        |      | 2016.11.8 인정                |               |

## 참고 문헌
- 경기송서-송서율창 - 국가유산청 국가유산포털